# Denis Perron
Pour les articles homonymes, voir Perron.
Denis Perron, né le 22 novembre 1938 à Nédélec et mort le 23 avril 1997 à Sept-Îles, est un homme politique québécois.